# ISO 3166-2:MH
ISO 3166-2:MH — стандарт Международной организации по стандартизации, который определяет геокоды. Является подмножеством стандарта ISO 3166-2, относящимся к Маршалловым островам. Стандарт охватывает 2 цепи островов и 24 муниципалитетов Маршалловых островов. Каждый геокод состоит из двух частей: кода Alpha2 по стандарту ISO 3166-1 для Маршалловых островов — MH и дополнительного кода, записанных через дефис. Дополнительный, однобуквенный код для цепей островов, трёхбуквенный код для муниципалитетов образованы созвучно: названию, аббревиатуре названия цепи островов, муниципалитета. Геокоды цепей островов и муниципалитетов Маршалловых островов являются подмножеством кодов домена верхнего уровня — MH, присвоенного Маршалловым островам в соответствии со стандартами ISO 3166-1.

## Геокоды Маршалловых островов первого уровня
Геокоды 2 цепей островов административно-территориального деления Маршалловых островов.
| Геокод | Административная единица | Статус  |
| ------ | ------------------------ | ------- |
| MH-L   | Ралик                    | острова |
| MH-T   | Ратак                    | острова |

## Геокоды Маршалловых островов второго уровня
Геокоды 24 муниципалитетов административно-территориального деления Маршалловых островов.
| Геокод | Административная единица | Статус        | В составе |
| ------ | ------------------------ | ------------- | --------- |
| MH-ALL | Аилинглаплап             | муниципалитет | MH-L      |
| MH-ALK | Аилук                    | муниципалитет | MH-T      |
| MH-ARN | Арно                     | муниципалитет | MH-T      |
| MH-AUR | Аур                      | муниципалитет | MH-T      |
| MH-EBO | Эбон                     | муниципалитет | MH-L      |
| MH-ENI | Эниветок                 | муниципалитет | MH-L      |
| MH-JAB | Джабат                   | муниципалитет | MH-L      |
| MH-JAL | Джалуит                  | муниципалитет | MH-L      |
| MH-KIL | Кили                     | муниципалитет | MH-L      |
| MH-KWA | Кваджалейн               | муниципалитет | MH-L      |
| MH-LAE | Лаэ                      | муниципалитет | MH-L      |
| MH-LIB | Либ                      | муниципалитет | MH-L      |
| MH-LIK | Ликиеп                   | муниципалитет | MH-T      |
| MH-MAJ | Маджуро                  | муниципалитет | MH-T      |
| MH-MAL | Малоэлап                 | муниципалитет | MH-T      |
| MH-MEJ | Меджит                   | муниципалитет | MH-T      |
| MH-MIL | Мили                     | муниципалитет | MH-T      |
| MH-NMK | Наморик                  | муниципалитет | MH-L      |
| MH-NMU | Наму                     | муниципалитет | MH-L      |
| MH-RON | Ронгелап                 | муниципалитет | MH-L      |
| MH-UJA | Уджаэ                    | муниципалитет | MH-L      |
| MH-UTI | Утирик                   | муниципалитет | MH-T      |
| MH-WTH | Вото                     | муниципалитет | MH-L      |
| MH-WTJ | Вотье                    | муниципалитет | MH-T      |

## Геокоды пограничных Маршалловым островам государства
- Микронезия — ISO 3166-2:FM (на западе и юго-западе (морская граница)),
- Кирибати — ISO 3166-2:KI (на юге (морская граница)).